# Алоей
Алоей (на старогръцки: Ἀλωεύς, Aloeus) в древногръцката митология е син на Посейдон и Канака. Другите техни синове са Хоплей, Нирей, Епопей и Триоп.
Алоей се жени за племенницата си Ифимедея, дъщерята на Триоп. Тя била влюбена в Посейдон (дядо си) и често правела разходки до морето. От Посейдон родила от близнаците исполини Отос и Ефиалт, които са наричани и Алоади.